# Zanata
Die Zanata (auch Zenata, Zeneta, Zanata, Zenete, Iznaten, marokkanisches Tamazight ⵉⵣⵏⴰⵜⵏ Iznaten, arabisch زناتة) waren neben den Masmuda und Ṣanhāǧa eine der großen Stammesgruppen der Berber im Maghreb.

## Geschichte
Bereits in vorislamischer Zeit wanderten die Zanata aus dem südlichen Tunesien in das westliche Marokko ein und gliederten sich u. a. in die Stämme der Magrawa, Miknasa und Banu Ifran. Ein Teil dieser Stämme unterwarf sich im 7. Jahrhundert früh den Muslimen, während andere Stämme wie die Dscharawa unter al-Kahina lange Zeit erfolgreich Widerstand leisteten.
Im 8. Jahrhundert wurden die meisten Zanāta-Berber – ähnlich wie die Bargawata – Anhänger der Charidschiten und nahmen an den Aufständen gegen die arabische Herrschaft teil (siehe: Aufstand des Maysara). Unter Abu Yazid kam es im 10. Jahrhundert zum letzten charidschitischen Aufstand, der von den Fatimiden aber niedergeschlagen wurde.
Während des 10. Jahrhunderts waren die Stämme der Zanāta überwiegend mit dem Kalifat von Córdoba verbündet, das mit den Fatimiden um die Vorherrschaft in Marokko kämpfte. Dabei wurden sie aber von den mit den Fatimiden verbündeten Ṣanhāǧa-Berbern nach Marokko abgedrängt.
Erst im 13. Jahrhundert gewannen mit den Abdalwadiden im westlichen Algerien und den Meriniden in Marokko wieder Zanāta-Stämme politische Macht. Letztmals übten sie unter den Wattasiden im 15. Jahrhundert die Herrschaft in Marokko aus. In dieser Zeit erfolgte auch die Arabisierung der Stämme.

## Kultur

### Reittechnik
Die besondere Reittechnik der Berber führte dazu, dass der Stammesname der Zanāta ins Kastilische (und als Sonderwortschatz ins spanische Mittellatein) entlehnt wurde, wo das Wort jinete heute den Reiter bzw. Jockey bezeichnet.

### Ahellil
Unter den Zanata ist das poetische und musikalische Genre des Ahlellil bezeichnend. Dabei stehen ein Spieler der Benghri-Flöte und ein vielstimmiger Chor im Kreis um einen Vorsänger und bewegen sich händeklatschend langsam um ihn herum. Das Zusammenspiel der Beteiligten entwickelt sich zu einer Steigerung von leisen Anfängen zu einem kraftvollen Ganzen. Es ist eine Serie von Gesängen nach einer jahrhundertealten Tradition, die, in drei Teile aufgeteilt, die ganze Nacht lang andauern können. Damit werden Ereignisse unterschiedlicher Art begleitet, von religiösen Festlichkeiten und Pilgerschaften bis zu weltlichen Hochzeitsfeiern und anderen Gemeinschaftsereignissen. 2008 wurde die Alhellil-Tradition in die UNESCO-Liste des immateriellen Kulturerbes der Menschheit aufgenommen.